# Edward Eagan

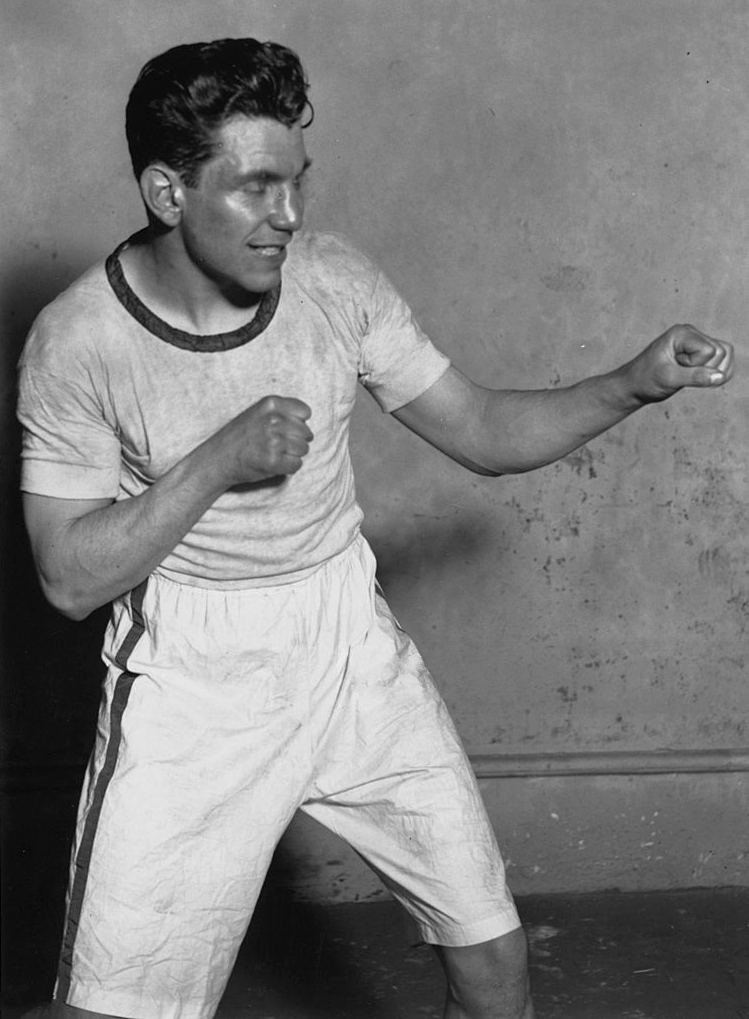
1923

Edward Eagan est un sportif américain né le 26 avril 1897 à Denver et mort le 14 juin 1967 à Rye. Il est le premier de six sportifs à avoir été médaillé olympique lors des Jeux olympiques d'été (boxe anglaise) et d'hiver (bobsleigh). Les cinq autres sont Jacob Tullin Thams, Christa Luding-Rothenburger, Clara Hughes, Lauryn Williams et Eddy Alvarez. Eagan reste cependant le seul sportif à avoir remporté deux titres olympiques aux Jeux olympiques d'été et d'hiver.

## Biographie
Né dans un milieu modeste à Denver, il étudie le droit à l'université Yale, l'université Harvard puis à l'université d'Oxford. En 1920, il se présente aux Jeux olympiques de 1920 d'Anvers (Belgique) dans la discipline de la boxe où il remporte une médaille d'or dans la catégorie des mi-lourd (- de 79,4 kg), il avait auparavant remporté le titre de l'Amateur Athletic Union en 1919 et remporta par la suite le championnat britannique amateur (premier Américain à y être parvenu). Il se présente de nouveau aux Jeux olympiques de 1924 mais est battu au premier tour par le Britannique Arthur Clifton.
Il refait une expérience olympique, mais cette fois-ci dans une autre discipline : le bobsleigh aux Jeux olympiques d'hiver. Membre de l'équipe des États-Unis de bob à 4, il remporte le titre olympique aux Jeux olympiques de 1932 à Lake Placid aux côtés du pilote Billy Fiske. Il devient alors le premier sportif à remporter un titre olympique aussi bien en été qu'en hiver. D'autres sportifs ont réussi à remporter une médaille en été et en hiver mais pas toutes deux en or (le Norvégien Jacob Tullin Thams, l'Allemande de l'Est Christa Luding, la Canadienne Clara Hughes, l'Américaine Lauryn Williams et l'Américain Eddy Alvarez).
Plus tard, Eagan est devenu avocat et a servi dans l'armée au grade de colonel lors de la Seconde Guerre mondiale. Il meurt à l'âge de 70 ans à Rye.

### Jeux olympiques
- Jeux olympiques d'été de 1920 à Anvers (Belgique) :
  -  Médaille d'or en boxe (poids mi-lourds)
- Jeux olympiques d'hiver de 1932 à Lake Placid (États-Unis) :
  -  Médaille d'or en bobsleigh à quatre